# エラリー・クイーン
エラリー・クイーン (Ellery Queen) は、アメリカの推理作家、編集者である。早川書房では「エラリイ・クイーン」と表記する。
フレデリック・ダネイ（Frederic Dannay、1905年10月20日 - 1982年9月3日）とマンフレッド・ベニントン・リー（Manfred Bennington Lee、1905年1月11日 - 1971年4月3日）が探偵小説を書くために用いた筆名の一つ。ダネイとリーは従兄弟同士であり、ユダヤ系移民の子である。上記の彼らの個人名もそれぞれペンネームであり、ダネイの本名はダニエル・ネイサン (Daniel Nathan)、リーの本名はマンフォード・エマニュエル・レポフスキー (Manford Emanuel Lepofsky)。
小説シリーズでは、エラリー・クイーンは著者の名前だけでなく物語の名探偵の名前でもある。なお共作の手法は、まずプロットとトリックをダネイが考案し、それをリーに梗概などの形で伝え、2人で議論を重ねたあとリーが執筆した。2人がこの創作方法をとるようになったのは、プロットを思いつく能力は天才的ながら文章を書くのが苦手なダネイと、文章は上手いがプロットが作れないリーの2人の弱点を補完するためであった。
現在はアガサ・クリスティほど広範な人気は持たないものの、日本では第二次世界大戦前から一般読者からマニアまで広く支持を集め、特に20世紀末以降の新本格派と呼ばれる作家群にはこの名を第一に挙げたり、影響を公言したりする作家が数名存在する。

## 経歴
『ローマ帽子の謎』から『スペイン岬の謎』までのいわゆる国名シリーズは、S・S・ヴァン・ダインの影響が見られるものの、読者への挑戦状など独自の工夫もあり、手掛りの解釈に緻密さと大胆さを両立させ得た作風は、本格探偵小説として評価が高い。
同時にバーナビー・ロス名義で、聾者の探偵ドルリー・レーンが活躍する4部作も発表している。第2作『Yの悲劇』は、とりわけ日本で評価が高く、ヴァン・ダインの『グリーン家殺人事件』の影響を受けつつも、さらに意外な犯人で、推理小説の歴史に残る傑作とされる（第1期）。
『中途の家』から『ドラゴンの歯』までの5作品は、クイーンがハリウッドで脚本の仕事を始めたり、女性誌に作品を発表したりしたことから、恋愛小説的要素が増えた（第2期）。
ライツヴィルという架空の地方都市を舞台にした『災厄の町』から、人間の心理面に重きが置かれるようになり、『九尾の猫』では悲劇的な真相に気づいて涙を見せるなど、超人的な名探偵であったエラリーが、間違いを犯し苦悩することもある人間として描かれる。そして、中年となったエラリーが30年前（『ローマ帽子の謎』直後）に扱った事件の真相に気づく、集大成的な作品『最後の一撃』でこの時期は終わる（第3期）。この「間違いを犯し苦悩することもある人間」としての探偵については、後期クイーン的問題としてしばしば議論の対象となる。
1960年代以降の作品のいくつかは、監修は行っていたと考えられるものの、執筆は他の作家によることが知られている。代表的なものには、シオドア・スタージョンによる『盤面の敵』、アヴラム・デイヴィッドスンの手になる『第八の日』『三角形の第四辺』などがある（第4期）。これらはクイーンの本来の共作スタイルとして、「ダネイがプロット担当、リーが執筆担当」だったものが、リーの衰えにより、ダネイのプロットの作品化を他作家に委ねたものである。
同時期にペーパーバック・オリジナルで刊行されたクイーン名義のミステリとロス名義の歴史小説は、他の作家の作品にリーが手を入れたものである。『二百万ドルの死者』が早川書房から、『青の殺人』など数作が、原書房から翻訳され出版されている。遡って1940年代にも他者の手になるノベライゼーション『エラリー・クイーンの事件簿』（「大富豪殺人事件」ほか数点をまとめた中編集）やエラリー・クイーン・ジュニア名義の児童ものがある。
初期から晩年までダイイング・メッセージに固執し続けたが、この点については都筑道夫他評価しない論者もいる。
実作以外には、1933年に創刊された雑誌『ミステリー・リーグ』の編集に参加（2人で参加）。ただし雑誌は4号で廃刊となった。その後1941年に推理小説専門誌 『エラリー・クイーンズ・ミステリ・マガジン』(Ellery Queen's Mystery Magazine、EQMM) を創刊（ダネイ単独）して新人作家の育成を行った。また、アンソロジーの編纂により過去の作家の佳作を発掘したりするなどの活動（ダネイ単独）も広く行った。アントニー・バウチャーは1951年に「エラリー・クイーンはアメリカの探偵小説である」と評している。
1961年にMWA賞巨匠賞を受賞している。さらに、1950年にEQMMにもMWA賞特別賞が贈られている。
日本では、『Yの悲劇』が1978年に清水邦夫脚本、石坂浩二主演で連続TVドラマ化されている。『災厄の町』も『配達されない三通の手紙』として、野村芳太郎監督により1979年に映画化された。

### バーナビー・ロス名義使用の真相
エラリー・クイーンが『レーン最後の事件』で表明しているところでは、最後に意外な犯人の新しいパターンを成立させるために、新しいペンネームと新しい探偵を創造した（先行する3作が4作目のトリックを際立たせる仕組み）ということになる。トリック用ペンネームとでもいうべきクイーンの覇気満々の時代の念の入った仕事である。
なお、クイーン名義の『ローマ帽子の謎』中に「バーナビー・ロス殺人事件」なる語句を挿入し、読者にヒントを与えていたのだと主張している。
かつて「クイーン」と「ロス」の2人がそれぞれ覆面をかぶって公開討論したことがある。2人合同でペンネームを二つ持つという事実が秘密だったから可能になった「二人二役」である。

## 著作リスト

### 長編

#### エラリー&クイーン警視もの
- 1929年 ローマ帽子の謎 The Roman Hat Mystery
- 1930年 フランス白粉の謎 The French Powder Mystery
- 1931年 オランダ靴の謎 The Dutch Shoe Mystery
- 1932年 ギリシア棺の謎 The Greek Coffin Mystery
- 1932年 エジプト十字架の謎 The Egyptian Cross Mystery
- 1933年 アメリカ銃の謎 The American Gun Mystery
- 1933年 シャム双子の謎（シャム双生児の秘密）The Siamese Twin Mystery
- 1934年 チャイナ橙の謎 The Chinese Orange Mystery
- 1935年 スペイン岬の謎 The Spanish Cape Mystery
- 1936年 中途の家（途中の家）Halfway House
- 1937年 ニッポン樫鳥の謎（日本庭園の秘密） The Door Between
- 1938年 悪魔の報復 The Devil to Pay
- 1938年 ハートの4 The Four of Hearts
- 1939年 ドラゴンの歯（許されざる結婚）The Dragon's Teeth (The Virgin Heiress)
- 1942年 災厄の町 Calamity Town
- 1943年 靴に棲む老婆（生者と死者と）There Was an Old Woman (The Quick and the Dead)
- 1945年 フォックス家の殺人 The Murderer Is a Fox
- 1948年 十日間の不思議 Ten Days' Wonder
- 1949年 九尾の猫 Cat of Many Tails
- 1950年 ダブル・ダブル Double, Double
- 1951年 悪の起源 The Origin of Evil
- 1952年 帝王死す The King is Dead
- 1953年 緋文字 The Scarlet Letters
- 1956年 クイーン警視自身の事件 Inspector Queen's Own Case
- 1958年 最後の一撃 The Finishing Stroke
- 1963年 盤面の敵 The Player on the Other Side
- 1964年 第八の日 And on the Eighth Day
- 1965年 三角形の第四辺 The Fourth Side of the Triangle
- 1966年 恐怖の研究 A Study in Terror （同題映画のノヴェライゼーション）
- 1967年 顔 Face to Face
- 1968年 真鍮の家 The House of Brass
- 1970年 最後の女 The Last Woman in His Life
- 1971年 心地よく秘密めいた場所 A Fine and Private Place
- 1999年 間違いの悲劇 The Tragedy of Errors （長編のシノプシス。同題の短編集に収録。）

#### ノンシリーズ
- 1954年 ガラスの村 The Glass Village
- 1969年 孤独の島 Cop Out

### 短編集
- 1934年 エラリー・クイーンの冒険 The Adventures of Ellery Queen
- 1940年 エラリー・クイーンの新冒険 The New Adventures of Ellery Queen
- 1952年 犯罪カレンダー Calendar of Crime
- 1955年 クイーン検察局 QBI: Queen's Bureau of Investigation
- 1965年 クイーンのフルハウス Queen's Full
- 1968年 クイーン犯罪実験室 QED: Queen's Experiments in Detection
- 1999年 間違いの悲劇 The Tragedy of Errors and Other Stories

### ノヴェライゼーション集
- エラリー・クイーンの事件簿（全2巻。1940年から1942年にかけて刊行されたノベライゼーション5編の集成。）

### 台本・シナリオ集
- 1945年 『ナポレオンの剃刀の冒険』『死せる案山子の冒険』 The Adventure of the Murdered Moths and other Radio Mysteries
- 1945年 犯罪コーポレーションの冒険 The Adventure of the Crime Corporation and other Radio Mysteries
- 1945年 消える魔術師の冒険 The Adventure of the The Vanishing Magician and other Radio Mysteries
  - 1939年 消える魔術師の冒険 The Adventure of the The Vanishing Magician - 上記の表題作。クイーン作品では稀有な「犯罪が起こらない」ミステリ。謎は密室状態の家での「人間消失」[8]。
  - 1940年 暗闇の弾丸 The Blind Bullet - HMM ('78.4)
  - 1940年 よきサマリア人の冒険 The Adventure of the Good Samaritan - 『EQ』('82.1)。
  - 1940年 怯えたスターの冒険 The  Finghtened Star - 『EQ』('84.'1)
  - 1940年 カインの烙印 The Mark of Cain - 『HMM』('99.12) 。日本でも辻本祐樹（エラリー）・秋野太作（クイーン警視）主演により舞台化[9]。
  - 1942年 見えざる手がかりの冒険 The Invisible Clue - 『EQ』('97.5)
  - 1943年 一本足の男 The One-Legged Man - 『HMM』('78.4)
  - 1945年 十三番ボックス殺人事件 The Foul Tip - 白水社「現代世界戯曲選集7 一幕物篇」（'54）。『新冒険』収録の「人間が犬をかむ」のラジオドラマ化。

### バーナビー・ロス名義の作品

#### 悲劇四部作（ドルリー・レーン）
- 1932年 Xの悲劇 The Tragedy of X
- 1932年 Yの悲劇 The Tragedy of Y
- 1933年 Zの悲劇 The Tragedy of Z
- 1933年 レーン最後の事件（最後の悲劇） Drury Lane's Last Case

#### 普通小説
- 1961年 Quintin Chivas
- 1962年 The Scrolls of Lysis
- 1964年 The Duke of Chaos
- 1965年 The Cree from Minataree
- 1965年  Strange Kinsip
- 1966年 The Passionate Queen

### エラリー・クイーン・ジュニア名義の児童向け作品

#### ジュナの冒険
- 1941年 黒い犬の秘密（見習い探偵ジュナの冒険 黒い犬と逃げた銀行強盗） The Black Dog Mystery - リーの監修のもとサミュエル・ダフ・マッコイが執筆[10]。
- 1942年 金色の鷲の秘密 The Golden Eagle Mystery - フランク・ベルナップ・ロング執筆。
- 1943年 緑色の亀の秘密 （見習い探偵ジュナの冒険 幽霊屋敷と消えたオウム） The Green Turtle Mystery - ロング執筆。
- 1946年 赤いリスの秘密 The Red Chipmunk Mystery - マッコイ執筆。
- 1948年 茶色い狐の秘密 The Brown Fox Mystery  - マッコイ執筆。
- 1950年 白い象の秘密 The White Elephant Mystery  - マッコイ執筆。
- 1952年 黄色い猫の秘密 The Yellow Cat Mystery  - マッコイ執筆。
- 1954年 青いにしんの秘密 The Blue Herring Mystery  - マッコイ執筆。
- 1966年  紫の鳥の秘密 The Purple Bird Mystery  - ジェイムズ・ホールディングが執筆し、ダネイが監修。邦訳はHMM'08.2 - 4に連載、日本での単行本なし。

#### ガリヴァー・クイーンシリーズ
- 1961年 The Mystery of the Merry Magician  - ジェイムズ・ホールディング執筆。
- 1962年 The Mystery of the Vanished Victim  - ホールディング執筆。

### ダネイおよびリー単独作品
- 1953年 ゴールデン・サマー The Golden Summer （ダネイ単独、ダニエル・ネイサン名義）
- 1964年 エラリー・クイーンの国際事件簿 Ellery Queen's International Case Book （リー単独）

### 名義貸し作品（ペーパーバック書き下ろし）

#### ティム・コリガン警部
- 1966年 Where Is Bianca? （タルメッジ・パウエルが執筆。リーが監修。）
- 1966年 Who Spies, Who Kills?
- 1966年 Why So Dead??
- 1967年 How Goes the Murder? （リチャード・デミングが執筆）
- 1967年 Which Way to Die?
- 1968年 摩天楼のクローズドサークル What's In the Dark? (When Fell the Night?)（リチャード・デミングが執筆）

#### トラブルシューター
- 1968年 Guess Who's Coming to Kill You?
- 1969年 The Campus Murders
- 1970年 The Black Hearts Murder（リチャード・デミングが執筆）
- 1972年 青の殺人 THe Blue Movie Murders（エドワード・D・ホックが執筆、ダネイが監修）

#### ノンシリーズ
- 1961年 二百万ドルの死者 Dead Man's Tale（スティーヴン・マーロウが執筆、リーが監修[11]）
- 1962年 Death Spins the Platter（リチャード・デミングが執筆）
- 1963年 Murder with a Past（タルメッジ・パウエルが執筆）
- 1963年 Wife or Death（リチャード・デミングが執筆）
- 1963年   Kill As Directed
- 1964年 The Four Johns (Four Men Called John)（ジャック・ヴァンスが執筆）
- 1964年 The Golden Goose （フレッチャー・フローラが執筆）
- 1964年 熱く冷たいアリバイ Blow Hot Blow Cold（フレッチャー・フローラが執筆、リーが監修）
- 1964年 The Last Score（チャールズ・ラニアンが執筆）
- 1965年 Reware The Young Stranger（タルメッジ・パウエルが執筆）
- 1965年 The Copper Frame （リチャード・デミングが執筆）
- 1965年 チェスプレイヤーの密室 A Room to Die（ジャック・ヴァンスが執筆）
- 1965年 The Killer Touch （チャールズ・ラニアンが執筆）
- 1966年 The Devil's Cook（フレッチャー・フローラが執筆）
- 1966年 Losers,Weepers （リチャード・デミングが執筆）
- 1966年 The Madman Theory（ジャック・ヴァンスが執筆、リーが監修）
- 1966年   Shoot the Scene
- 1969年 Kiss and Kill（チャールズ・ラニアンが執筆）

### ノンフィクション
- 1956年 私の好きな犯罪実話 My Favorite True Mystery[12]
（他作家の執筆作品も含めたアンソロジー。現実では犯人が完全犯罪を達成した『ベンスン殺人事件』『スタイルズ荘の怪事件』など有名作家作品の元ネタとなった事件も取り上げられている。「テイラー事件」「あるドン・ファンの死」の2作品をリーが執筆。）
- 1966年 事件の中の女 The Women in the Case（女性が事件のメインとなった犯罪実話集。リーが執筆。）

### 往復書簡
- 2012年 エラリー・クイーン 創作の秘密 往復書簡1947 - 1950年 Blood Relations
ダネイとリーの往復書簡。2人の没後、ジョゼフ・グッドリッチ (Joseph Goodrich) により纏められ出版（飯城勇三訳、国書刊行会、2021年）。

### 編書・アンソロジー

#### テーマ別
- 1936年 読者への挑戦 Challenge to the Reader  - 作者と名探偵の名を伏せて、読者に当てさせるゲーム趣向の短編集。
- 1941年 101年のお楽しみ 101 Years' Entertainment  - 1841-1941 の名探偵・女探偵・怪盗・犯罪ものに分類された短編傑作集。
- 1942年 血のスポーツ Sporting Blood  - 運動・スポーツ関連の犯罪・探偵小説を集めた短編集。
- 1943年 犯罪の中のレディたち  Ladies in Crime  - 女性の名探偵や犯罪者が登場する短編集。
- 1944年 シャーロック・ホームズの災難  The Misadventures of Sherlock Holmes  - ホームズもののパロディ・パスティシュ集。
- 1945年 完全犯罪大百科  Rougue's Gallery  - 殺人をはじめとする犯人側が勝利する作品群。いわば悪党見本市。
- 1947年 殺人は専門家に Murder by Experts  - 医師や弁護士など専門的知識を有する人物が殺人者もしくは名探偵の短編集。
- 1949年 黄金の十二 Golden Dozen  - ヘイクラフトやカーら十二人が選んだ短編の傑作選。
- 1951年 犯罪文学傑作選  The Literature of Crime  - 文豪たちが書いた犯罪小説を集めたもの。
- 1962年 眠られぬ夜の為に  To Be Read Before Midnight  - 夜の事件・サスペンス中心のミッドナイト・スリラー。
- 1967年 犯罪は詩人の楽しみ  Ellery Queen's Poetic Justice  - 詩人によるミステリの集大成。
- 1969年 ミニミステリ傑作選  Ellery Queen's Mini Mysteries  - 最大二千語を超えないショート・ショートミステリ。
- 1971年 黄金の13  Ellery Queen's the Golden 13  - クイーン主宰の短編コンテスト優勝作品を13年分まとめた短編集。
- 1976年 警官嫌い   Cops and Capers  - 警官と刑事を主人公にした所謂「警察もの」。
- 1977年 兇行の果て  Crime and Consequences  - 「倒叙」および「半倒叙」ミステリの作品集。
- 1977年 今際の託言  X marks the Plot  - ダイイング・メッセージを扱った短編集。
- 1978年 日本傑作推理12選  Japanese Golden Dozen  - 日本推理作家の短編を集めた企画もの。日本では光文社から1977年に先行出版（日本語から米語への翻訳についての詳細は不明）、1980年から1981年に『傑作推理劇場』のタイトルでドラマ化。

#### 年度別
- 1962年 EQMMアンソロジー   Ellery Queen's 1962 Anthology - 1962年の短編傑作選[13]。
- 1966年 ミステリー短篇傑作集   Ellery Queen's 1965 Anthology - 1965年の短編傑作選[14]。
- 1967年 ミステリー短篇傑作集　第二集   Ellery Queen's 1966 Anthology - 1966年の短編傑作選。
- 1967年 名探偵の供宴  Ellery Queen's All-Star Lineup  - 1967年の短編傑作選。
- 1968年 Ellery Queen's Mystery Parade
- 1969年 Ellery Queen's Murder Menu
- 1970年 Ellery Queen's Grand Slam
- 1971年 立て役者が多すぎる  Ellery Queen's Headliners  - 1971年の短編傑作選。
- 1977年 状況証拠  Ellery Queen's Circumstantial Evidence  - 1977年の短編傑作選。
- 1980年 隠された真実（クイーンズ・コレクション）  Ellery Queen's Veils of Mystery  - 1980年の短編傑作選[15]。

#### 作家別
- 1947年 女王がライヴァル[16] The Riddle of Hildegarde Withers  - スチュアート・パーマーのヒルデガルデもの短編集。
- 1948年 悪夢の街 Nightmare Town  - ダシール・ハメットの「新任保安官」ほかハードボイルド黎明期の中短編。
- 1970年 P as in Police - ローレンス・トリート
- 1973年 Amateur in Violence  - マイケル・ギルバート
- 1977年 欺瞞教本  How To Trap A Crook  - ジュリアン・シモンズの短編傑作選。
- 1977年  Kindly Dig Your Grave, and Other Wicked Stories  - スタンリー・エリン
（クイーンが編纂したアンソロジーは、「テーマ別」と「年度別」の他に「作家別」の編書が多数ある[17]が、上記で邦題があるもの以外は日本語単行本がなく、また翻訳版はクイーン編オリジナルと収録作が違うことがある）

### 評論・その他
- 1934年 芸術としての殺人  Murder as a Fine Art 
（エラリー・クイーンの推理小説論・エッセイ）
- 1942年 推理短編目録  The Detective Short Story: A Bibliography 
（作者別アルファベット順の探偵小説の短編集目録）
- 1943年 黄金の二十  The Golden Twenty 
（クイーンが推理小説通の人々にベスト作品を問うアンケートを実施し、長編10、短編10を決定しコメントしたもの。アンソニー・バウチャーは本作に賛否もろもろの意見を述べた評論『シルバー13』を発表している。）
- 1946年 クイーン好み  To the Queen's Taste 
（クイーン主幹の雑誌『ミステリ・リーグ』に連載のコラムを纏めたもの。ダネイが執筆。）
- 1951年 クイーンの定員  Queen's Quorum 
（ポー以前にまでさかのぼり、クイーンが年代ごとに番号をつけ解説する推理小説の歴史。ダネイが執筆。）
- 1957年 クイーン談話室 In the Queen's Parlor, and Other Leaves from the Editor's Notebook
（自作・他作問わず、ミステリ関連の話題を語った評論・エッセイ集）

## 関連文献

### クイーン研究書
- ミステリ・リーグ傑作選（上・下） 論創社 論創海外ミステリ
- エラリイ・クイーンの世界 早川書房 フランシス・M・ネヴィンズ Jr著
- エラリー・クイーン論 論創社 （飯城勇三著）
- エラリー・クイーンの騎士たち - 横溝正史から新本格作家まで 論創社（飯城勇三著）
- エラリー・クイーン 推理の芸術 国書刊行会 （フランシス・M・ネヴィンズ[18] 著 ISBN 978-4-336-06102-7）

### クイーン作品のパロディ・パスティシュなど
- 1969年 エラリー・クイーンの災難  The Misadventures of Erelley Queen - エドワード・D・ホックほか
（エラリー・クイーン名義での作品（『青の殺人』など）発表もあるホックなどが書いた探偵エラリー登場のパロディ集）
- 1969年 10か月間の不首尾  The Ten Months' Wander - J・N・ウイリアムソン
（『十日間の不思議』The Ten Days' Wonder のもじり。クイーン後期作品のパスティシュ。）
- 1973年 スウェーデン長靴の謎  The Swedish Boots Mystery  - ジョン・Ｌ・ブリーン
（クイーン主宰の『エラリー・クイーンズ・ミステリ・マガジン』で書評欄を務めるブリーン（『女装好きな男』『虚栄殺人事件』などコナン・ドイルやヴァン・ダインの文体に似せた作品を書いたことでも知られる）による国名シリーズのパスティシュ。北欧民話「幸福の長靴」に因むとともに、クイーンの『オランダ靴の謎』The Dutch Shoe Mysteryのもじり。）
- 1980年 犯罪の傑作  A Masterpiece of Crime  - ロバート・トゥーイ
素人探偵と刑事のコンビが、クイーンのアンソロジー『101年のお楽しみ』を参考に連続殺人を阻止する。電話口にダネイらしき人物も声で出演している。
- 1982年 銀座の児雷也- 都筑道夫
1936年（昭和11年）、映画脚本を書くため来日したエラリイは銀座で殺人を目撃する。日本の習俗を知らないエラリイに永井荷風がヒントを与える。
- 1990年 探偵の秋あるいは猥の悲劇 - 岩崎正吾
（ドルリー・レーン4部作の「本歌取り」ミステリ。八田家の当主の死に端を発する連続殺人を、耳の不自由な旅回りの役者が解決に導く。作品名の後半「猥の悲劇」は『Yの悲劇』のもじり。）
- 2000年 大君殺人事件 またはポーランド鉛硝子の謎 - 芦辺拓
（雑誌社の社長が殺され、3人の容疑者にはそれぞれアリバイがある。その謎の解明に集結したファイロ・ヴァンス、ヴァン・ドゥーゼン教授、ネロ・ウルフともう一人、彼らの前で鼻眼鏡（パンス・ネ）をはめて「Q・E・D」と素人探偵気取りで真相を語る「私」。）
- 2002年 Qの悲劇 または二人の黒覆面の冒険 - 芦辺拓
（マンフレッド・リーとフレデリック・ダネイが謎の覆面作家エラリー・クイーンとバーナビー・ロスとして講演会を催す当日、現実の殺人事件に巻き込まれ、講演会で事件の解決を余儀なくされる。作品名の前半「Qの悲劇」は『Yの悲劇』のもじり。）
- 2010年 視聴者への挑戦状  The Television Adventures of Ellery Queen  - リチャード・レビンソンとウイリアム・リンク
（『刑事コロンボ』原作者コンビによるTVドラマ『エラリー・クイーン』のシナリオ集。ドラマの途中でエラリーが視聴者に「挑戦」をいどむ趣向の作品[19]。日本では23作[20]のうち『ミステリの女王の冒険』（エラリー・クイーン原案）と題し、表題作ほか4本を収録した単行本が論創社から発行。）
- 2018年 シャーロック・ホームズの失われた災難 The Missing Misadventures of Sherlock Holmes  - ジュリー・マッキュラス 編。
（『シャーロック・ホームズの災難』の序文の中で、クイーンはさまざまな理由により収録出来なかった作品について解説しているが、本書はその「失われた」作品を収録した短編集[21]。）